# Chocolate Rain
Chocolate Rain(초콜릿 레인)은 미국 가수 테이 존데이의 노래이다. 2007년 4월 22일 이 노래의 뮤직비디오가 유튜브에 업로드된 후 빠르게 인기를 얻었으며 이후 조회수는 1억 3,700만 회 이상을 기록했다. "Chocolate Rain"은 CTV 텔레비전 네트워크에 의해 2007년 여름 가장 인기 있는 바이럴 비디오로 선정되었으며 2008년 유튜브 어워드 "음악" 부문에서 수상했다. 서정적으로 이 노래는 아프리카계 미국인에 대한 인종차별을 은유한다.

## 뮤직 비디오
4분 52초 길이의 "Chocolate Rain"의 공식 뮤직비디오는 2007년 4월 23일 테이 존데이의 공식 유튜브 채널에 업로드되었다. 이 영상은 녹음실에서 흰색 티셔츠를 입고 콘덴서 마이크에 대고 노래하는 존데이의 모습을 담고 있다. 디지털 피아노를 연주하는 존데이의 컷도 가끔 표시된다. 비디오 초반에 "**숨을 쉬기 위해 마이크에서 멀어진다"라는 캡션이 나타난다.
뮤직비디오는 CTV에 의해 2007년 여름 가장 인기 있는 바이럴 비디오로 선정되었다. 해당 동영상은 2023년 9월 기준 조회수 1억 3,700만 회 이상을 기록했다.

## 같이 보기
- 인터넷 밈